# Vladyslav Dolohodin
Vladyslav Dolohodin (en ukrainien : Владислав Дологодін; né le 23 février 1972 à Ioujno-Sakhalinsk, RSFS de Russie) est un athlète ukrainien, spécialiste du sprint.

## Biographie
Il participe aux Jeux olympiques de 1996 en étant finaliste sur le relais du sprint court. 
Son meilleur temps sur 100 m, 10 s 18, est réalisé à Kiev en 1994. En 1996, il court en 20 s 33 à Helsinki. 
En 1994, il conquiert aux championnats d'Europe en salle de Paris et à ceux en plein air d'Helsinki la médaille d'argent sur le 200 m et une autre médaille d'argent, à Helsinki, sur le relais 4 × 100 m. 
Il détient le record national de l'Ukraine, en 38 s 53, obtenu à Madrid le 1er juin 1996 (arrivé 1er en Coupe d'Europe, Kostyantyn Rurak, Serhiy Osovych, Oleh Kramarenko, Vladyslav Dolohodin).

### Palmarès
| Date | Compétition                    | Lieu     | Résultat | Performance |         |
| ---- | ------------------------------ | -------- | -------- | ----------- | ------- |
| 1994 | Championnats d'Europe en salle | Paris    | 2e       | 200 m       | 20 s 76 |
| 1994 | Championnats d'Europe          | Helsinki | 2e       | 200 m       | 20 s 47 |
| 1994 | Championnats d'Europe          | Helsinki | 2e       | 4 × 100 m   | 38 s 98 |
| 1996 | Jeux olympiques                | Atlanta  | 4e       | 4 × 100 m   | 38 s 55 |

### Records
| Épreuve    | Performance | Lieu     | Date         |
| ---------- | ----------- | -------- | ------------ |
| 100 mètres | 10 s 18     | Kiev     | 26 mai 1994  |
| 200 mètres | 20 s 33     | Helsinki | 25 juin 1996 |